# Réseau des Landes, de la Gironde et du Blayais
Le Réseau des Landes, de la Gironde et du Blayais est construit par la Société générale des chemins de fer économiques (SE), pour desservir les régions rurales du département de la Gironde. Toutes les lignes sont construites à voie normale.

## Histoire
La concession d'un réseau de deux lignes est attribuée à M. Perrond, le 4 octobre 1877.  Le réseau comprend une ligne, de Lesparre à Saint-Symphorien et deux embranchements de Lacanau à Bordeaux  et de Hostens à Beautiran.
La concession du réseau est ensuite rétrocédée à Compagnie du chemin de fer des Landes de la Gironde puis à la Société générale des chemins de fer économiques
Une voie verte a été réalisée de Blaye à Étauliers (13 km) sur l'ancienne ligne de Saint-André-de-Cubzac à Saint-Ciers-sur-Gironde.

## Réseau

### Les lignes
- Ligne de Lesparre à Saint-Symphorien , (141 km), ouverture 1884

|  |  | LSTR |

|  | exKBHFa-L | KBHFe-R |

| exHST |

| exSPLa |

| exvBHF |

| exLSTRq | exvSTRr-SHI1r |  |

| exHST |

| exBHF |

| exHST |

| exHST |

| exBHF |

| exHST |

| exLSTRq | exABZg+r |  |

| exBHF |

|  | exABZgl | exLSTRq |

| exHST |

| exHST |

| exBHF |

| exHST |

| exHST |

| exBHF |

| exBHF |

| exBHF |

| exBHF |

| exBHF |

| exBHF |

|  | xABZg+l | LSTRq |

| BHF |

| LSTRq | xABZgr |  |

| WASSERq | exhKRZWae | WASSERq |

| exBHF |

| WASSERq | exhKRZWae | WASSERq |

| exHST |

| WASSERq | exhKRZWae | WASSERq |

| exBHF |

| exHST |

| WASSERq | exhKRZWae | WASSERq |

| exBHF |

| exHST |

|  | exABZg+l | exLSTRq |

| exBHF |

| exBHF |

| WASSERq | exhKRZWae | WASSERq |

|  | exABZg+l | exLSTRq |

| exBHF |

| exLSTR |

|  |  | LSTR |

|  | exKBHFa-L | KBHFe-R |

| exHST |

| exSPLa |

| exvBHF |

| exLSTRq | exvSTRr-SHI1r |  |

| exHST |

| exBHF |

| exHST |

| exHST |

| exBHF |

| exHST |

| exLSTRq | exABZg+r |  |

| exBHF |

|  | exABZgl | exLSTRq |

| exHST |

| exHST |

| exBHF |

| exHST |

| exHST |

| exBHF |

| exBHF |

| exBHF |

| exBHF |

| exBHF |

| exBHF |

|  | xABZg+l | LSTRq |

| BHF |

| LSTRq | xABZgr |  |

| WASSERq | exhKRZWae | WASSERq |

| exBHF |

| WASSERq | exhKRZWae | WASSERq |

| exHST |

| WASSERq | exhKRZWae | WASSERq |

| exBHF |

| exHST |

| WASSERq | exhKRZWae | WASSERq |

| exBHF |

| exHST |

|  | exABZg+l | exLSTRq |

| exBHF |

| exBHF |

| WASSERq | exhKRZWae | WASSERq |

|  | exABZg+l | exLSTRq |

| exBHF |

| exLSTR |

- Ligne de Bruges (Bordeaux) à Lacanau-Océan, (59 km), ouverture 1885/1905,

| exKBHFa |

| uSTR+l | uDSTRq | uLSTRq |

| uHST | exBHF |  |

| ueHST | exSTR |  |

| exv-LSTR | uSTR | exSTR |  |  |

| cd | d | d | ucSTRq | uABZgr | exSTR |  |  |  |

| uvSTR2- | uSTR · num1l · uSTRc3 | exSTR |  |  |

| uSTRc1 | uABZg+4 | exSTR |  |  |

| exSTRl | exABZgr |  |

| uKRWl | exSTR |  |

| uHST |

|  |  | uSTR |  | LSTR |

|  |  | uSTR | exBS2c2 | eSHI2gr |

|  |  | num2r · exSTRl | exSTRr+1h | STR |

| 2,054  |
| 14,701 |

|  | uKRW+l | exSTR |  | STR |

|  | uSTR | evSHI1+l-STR+l | STRq | STRr |

| uSTRl | evSBRÜCKE | uSTR+r |

|  | eSPLe | uSTR |

| 3,595  |
| 14,736 |

|  | STR | uHST |

|  | BHF | uHST |

| LSTRq | xABZgr | uSTR |

| uLSTRq | uDSTRq | uSTRr |

|  | exSTR |

| RMq | lDSTRq | RMq |

| exBHF |

| exHST |

| WASSERq | exhKRZWae | WASSERq |

| exBHF |

| exHST |

| exBHF |

|  | exLSTRq | SPLag+xr |  |  |

| exvBHF |

| 20,6xx |
| 29,2xx |

| exSPLe |

| exBHF |

|  | exABZg+l | exLSTRq |

| exBHF |

| exLSTRq | exABZgr |  |

| WASSERq | exhKRZWae | WASSERq |

| exBHF |

| exHST |

| exKBHFe |

| exKBHFa |

| uSTR+l | uDSTRq | uLSTRq |

| uHST | exBHF |  |

| ueHST | exSTR |  |

| exv-LSTR | uSTR | exSTR |  |  |

| cd | d | d | ucSTRq | uABZgr | exSTR |  |  |  |

| uvSTR2- | uSTR · num1l · uSTRc3 | exSTR |  |  |

| uSTRc1 | uABZg+4 | exSTR |  |  |

| exSTRl | exABZgr |  |

| uKRWl | exSTR |  |

| uHST |

|  |  | uSTR |  | LSTR |

|  |  | uSTR | exBS2c2 | eSHI2gr |

|  |  | num2r · exSTRl | exSTRr+1h | STR |

| 2,054  |
| 14,701 |

|  | uKRW+l | exSTR |  | STR |

|  | uSTR | evSHI1+l-STR+l | STRq | STRr |

| uSTRl | evSBRÜCKE | uSTR+r |

|  | eSPLe | uSTR |

| 3,595  |
| 14,736 |

|  | STR | uHST |

|  | BHF | uHST |

| LSTRq | xABZgr | uSTR |

| uLSTRq | uDSTRq | uSTRr |

|  | exSTR |

| RMq | lDSTRq | RMq |

| exBHF |

| exHST |

| WASSERq | exhKRZWae | WASSERq |

| exBHF |

| exHST |

| exBHF |

|  | exLSTRq | SPLag+xr |  |  |

| exvBHF |

| 20,6xx |
| 29,2xx |

| exSPLe |

| exBHF |

|  | exABZg+l | exLSTRq |

| exBHF |

| exLSTRq | exABZgr |  |

| WASSERq | exhKRZWae | WASSERq |

| exBHF |

| exHST |

| exKBHFe |

- Ligne de Hostens à Beautiran (34 km), ouverture 1886,

| exLSTR |

| exBHF |

|  | exABZgl | exLSTRq |

| exBHF |

| exBHF |

| WASSERq | exhKRZWae | WASSERq |

| exBHF |

| exBHF |

| exBHF |

| RMq | lDSTRq | RMq |

| exHST |

|  | exABZg+l | exLSTRq |

|  | xABZg+l | LSTRq |

| BHF |

| LSTR |

| exLSTR |

| exBHF |

|  | exABZgl | exLSTRq |

| exBHF |

| exBHF |

| WASSERq | exhKRZWae | WASSERq |

| exBHF |

| exBHF |

| exBHF |

| RMq | lDSTRq | RMq |

| exHST |

|  | exABZg+l | exLSTRq |

|  | xABZg+l | LSTRq |

| BHF |

| LSTR |

- Ligne de Saint-André-de-Cubzac à Saint-Ciers-sur-Gironde, (52 km), ouverture 1889,

| LSTR |

| BHF |

|  | xABZgl | LSTRq |

| exBHF |

| exBHF |

| exBHF |

| exBHF |

| exBHF |

| exBHF |

| exLSTRq | exABZg+r |  |

| exLSTRq | exABZg+r |  |

|  | exABZgnl | exnKBSTeq |

| exKBHFe |

| exKBHFa |

| exnKBSTaq | exABZgnr |  |

| exHST |

| exBHF |

| exBHF |

| exBHF |

| exBHF |

| exBHF |

| exENDEe |

| LSTR |

| BHF |

|  | xABZgl | LSTRq |

| exBHF |

| exBHF |

| exBHF |

| exBHF |

| exBHF |

| exBHF |

| exLSTRq | exABZg+r |  |

| exLSTRq | exABZg+r |  |

|  | exABZgnl | exnKBSTeq |

| exKBHFe |

| exKBHFa |

| exnKBSTaq | exABZgnr |  |

| exHST |

| exBHF |

| exBHF |

| exBHF |

| exBHF |

| exBHF |

| exENDEe |

- Ligne de Bordeaux à Camarsac, (16 km), ouverture 1900, (ligne de tramway sur route)

| exENDEa |

| exENDEe |

| exENDEa |

| exENDEe |

En 1886, est intégrée au réseau, la ligne de la Compagnie du chemin de fer d’intérêt local de Nizan à Saint-Symphorien
- Ligne du Nizan à Luxey, (39,6 km)

| exLSTR |

| exBHF |

|  | exABZgl | exLSTRq |

| exBHF |

| WABZgl | exhKRZWae | WASSERq |

| WASSER | exBHF |  |

| WASSERl | exhKRZWae | WASSERq |

| exHST |

| exHST |

| exLSTRq | exABZg+r |  |

| exBHF |

| exHST |

| WASSERq | exhKRZWae | WASSERq |

| exSTR+GRZq |

| exHST |

| exBHF |

| WABZgl | exhKRZWae | WASSERq |

| WASSERl | exhKRZWae | WASSERq |

| exHST |

| exBHF |

| exLSTR |

| exLSTR |

| exBHF |

|  | exABZgl | exLSTRq |

| exBHF |

| WABZgl | exhKRZWae | WASSERq |

| WASSER | exBHF |  |

| WASSERl | exhKRZWae | WASSERq |

| exHST |

| exHST |

| exLSTRq | exABZg+r |  |

| exBHF |

| exHST |

| WASSERq | exhKRZWae | WASSERq |

| exSTR+GRZq |

| exHST |

| exBHF |

| WABZgl | exhKRZWae | WASSERq |

| WASSERl | exhKRZWae | WASSERq |

| exHST |

| exBHF |

| exLSTR |

En 1913, la ligne de tramway de Bordeaux à Camarsac est rétrocédée à la compagnie des tramways de Bordeaux
Les Ateliers et  dépôts se trouvaient à Blaye, Lacanau et Saint-Symphorien (monument historique).

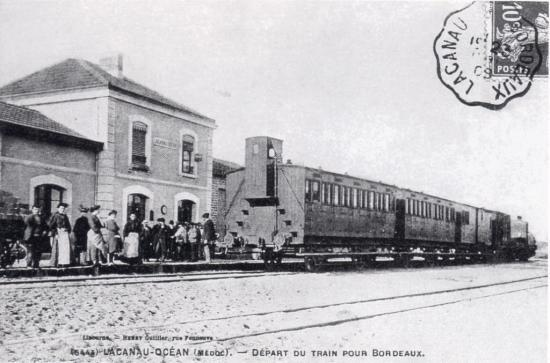
Gare de  Lacanau-Ocean avec des voitures voyageurs à essieux et portières latérales.
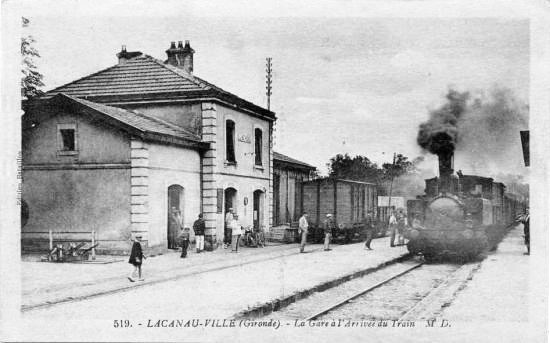
Gare de Lacanau-Ville.
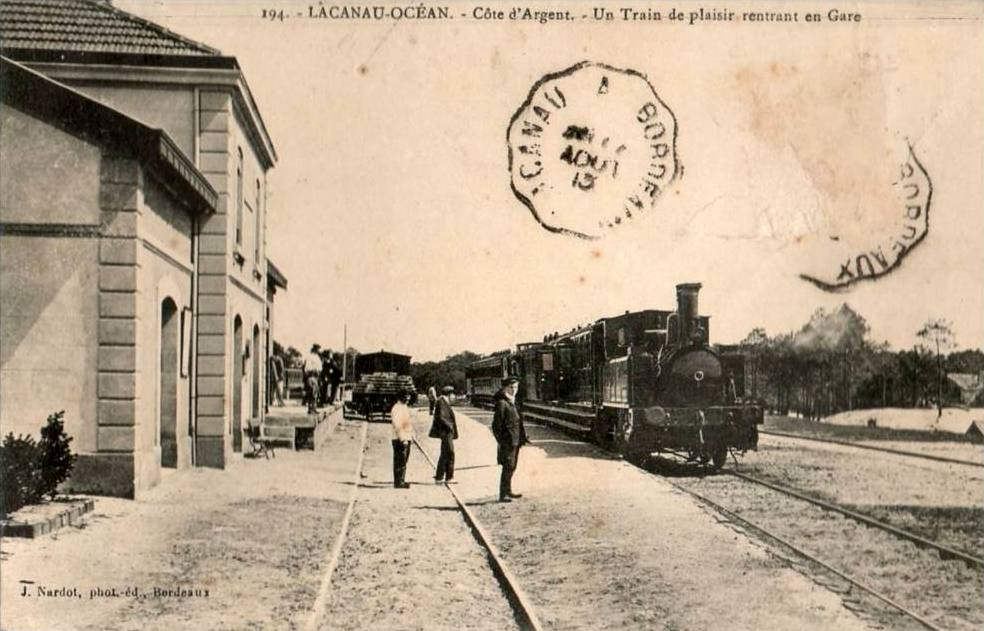
Gare de Lacanau-Océan.
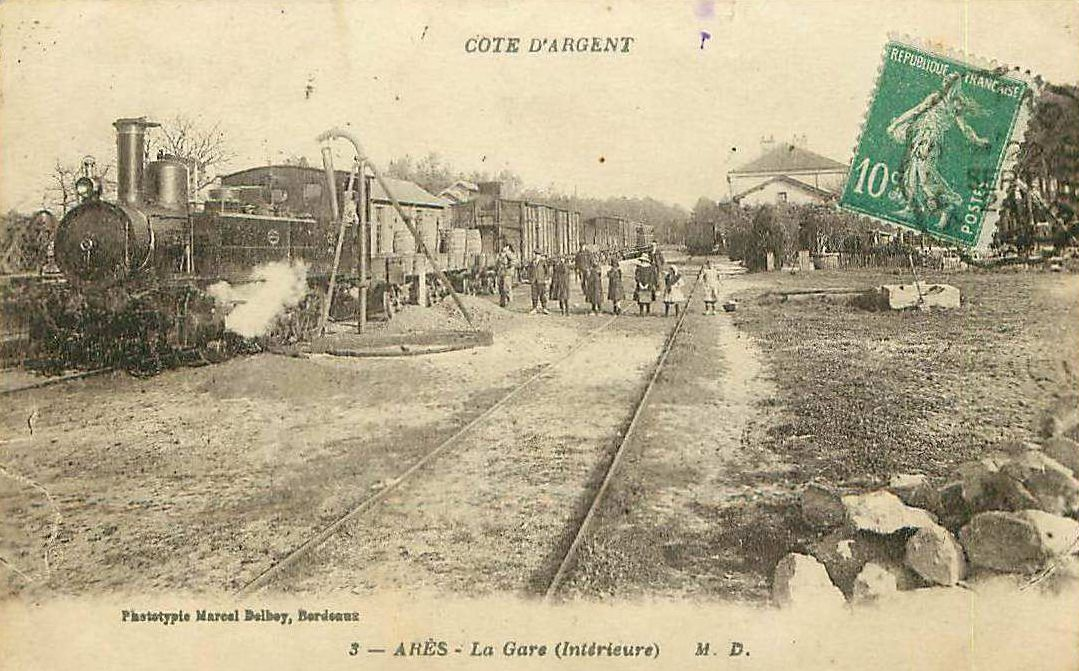
Un train en gare d'Arès.
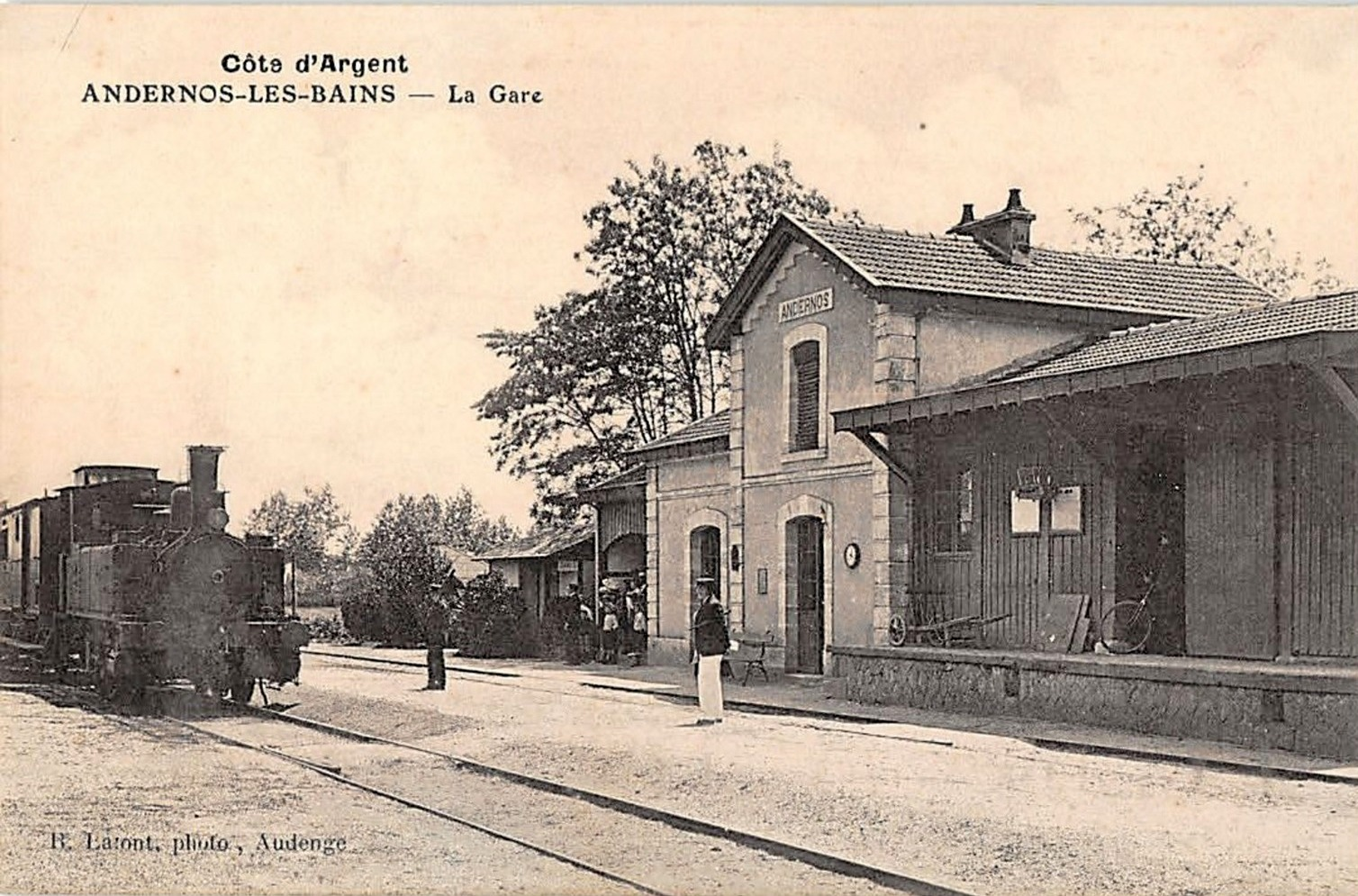
Un train en gare d'Andernos.
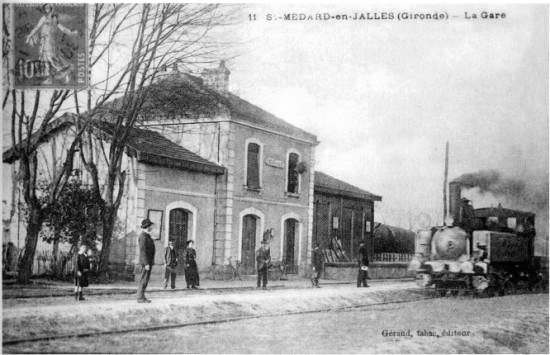
Gare de Saint-Médard-en-Jalles et une locomotive de la série 3001 à 3023.
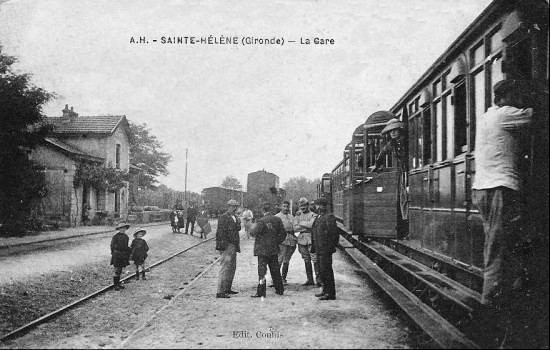
Gare de Sainte-Hélène.
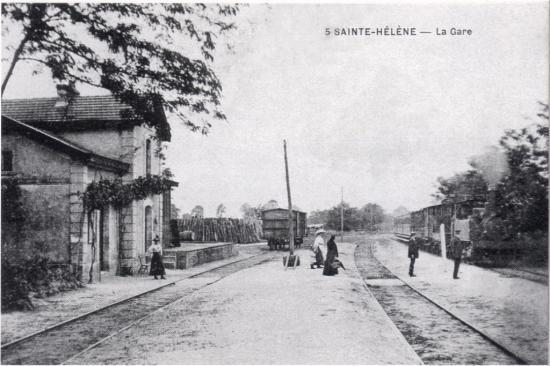
Gare de Sainte-Hélène.
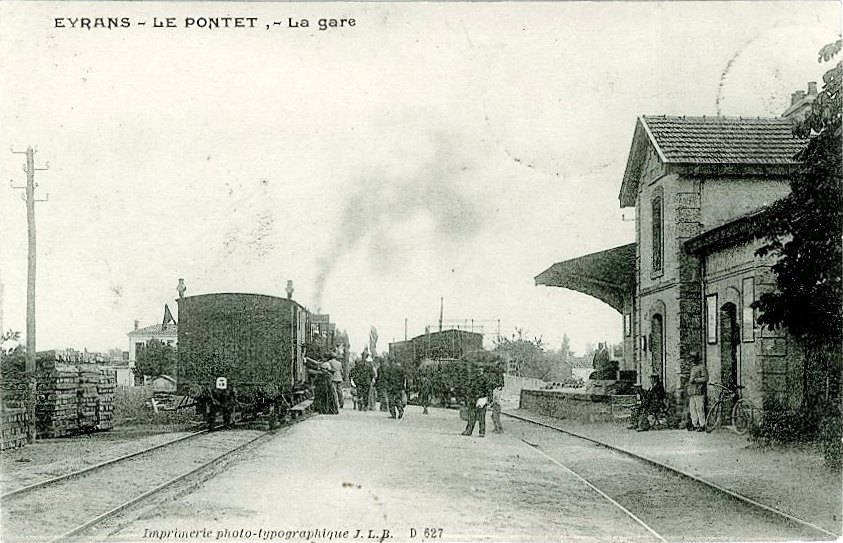
La gare d'Eyrans - Le Pontet.
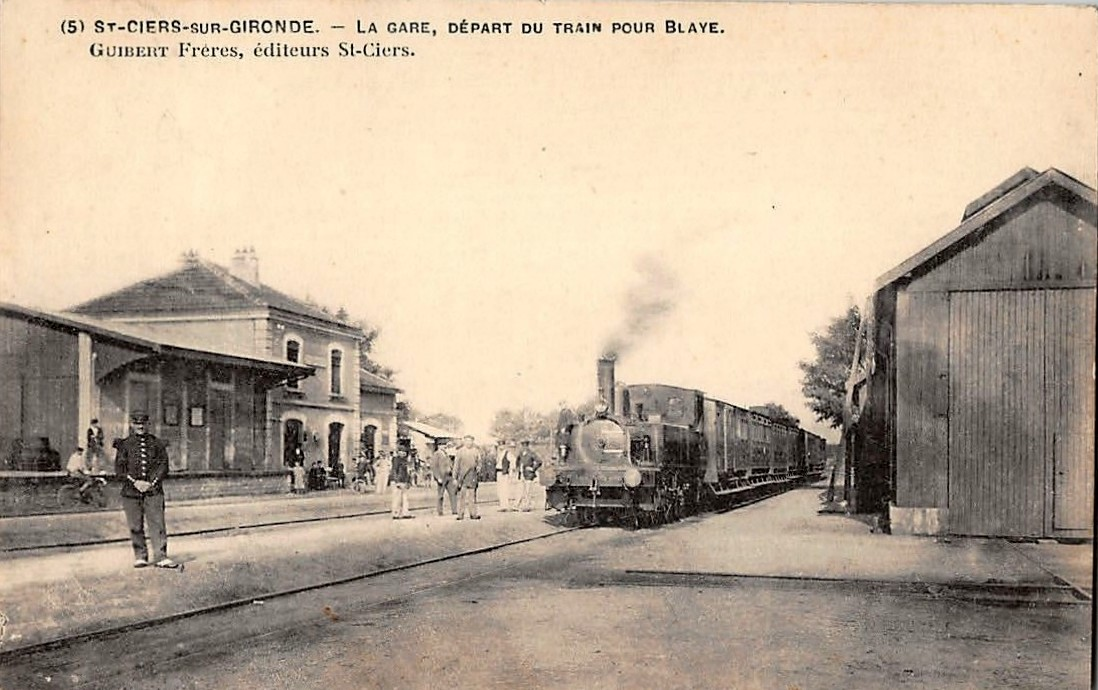
Train en gare de Saint-Ciers-sur-Gironde.
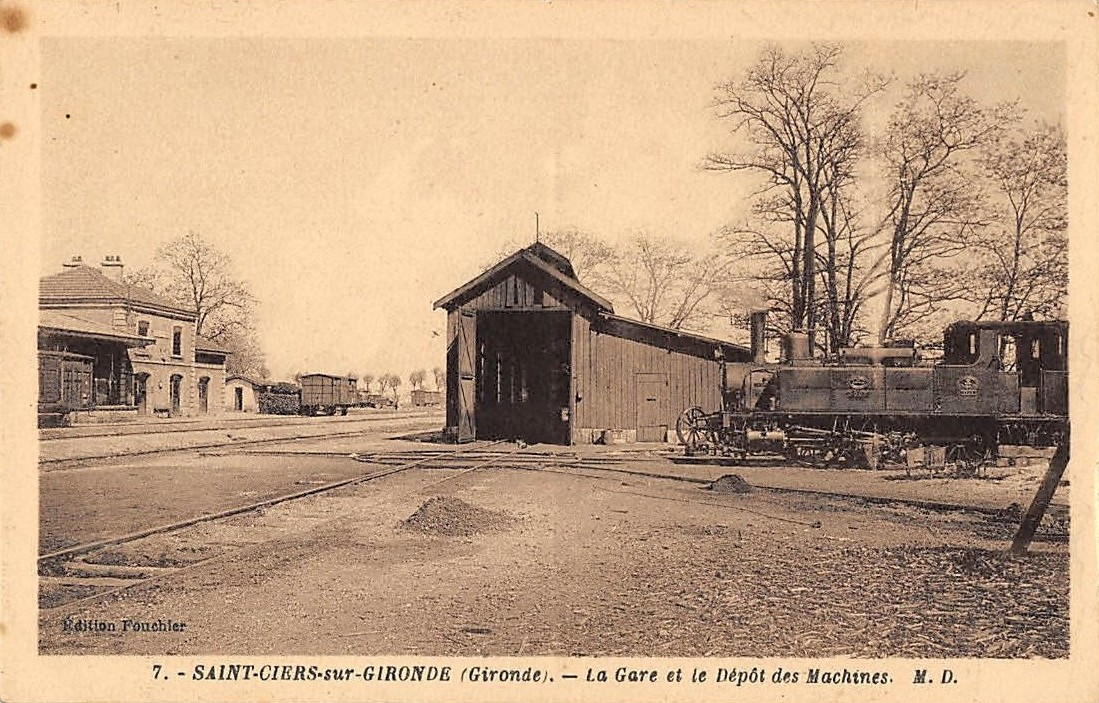
Locomotive en gare de Saint-Ciers-sur-Gironde.
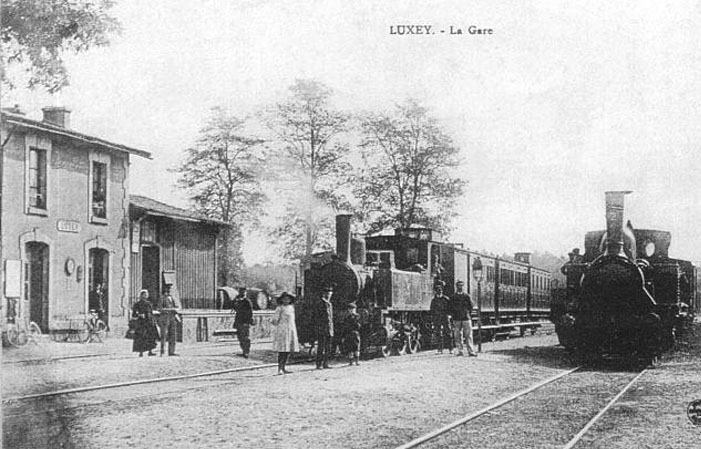
La gare de Luxey
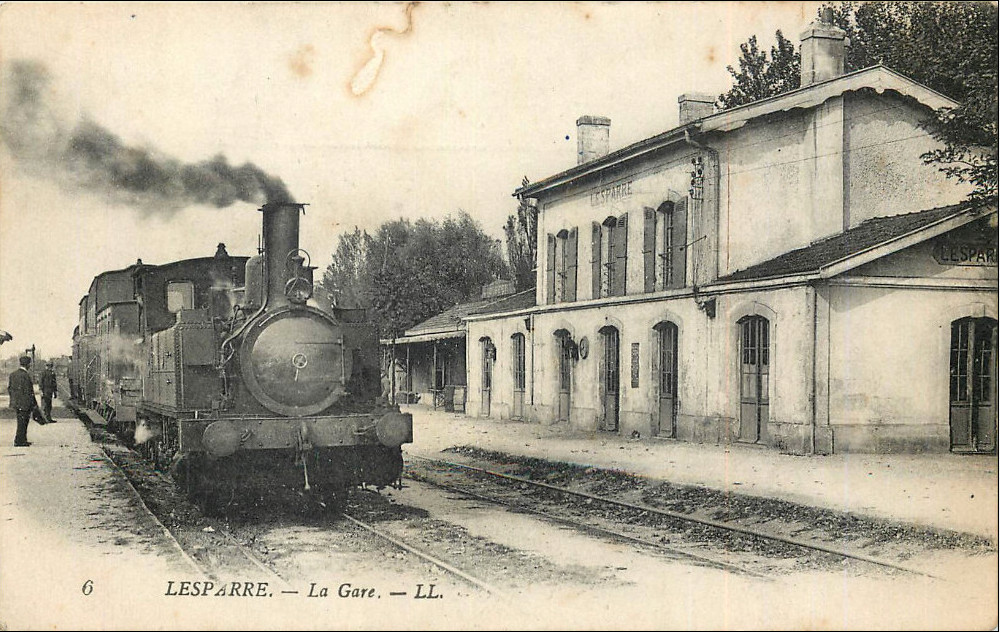
Un train en gare de Lesparre.
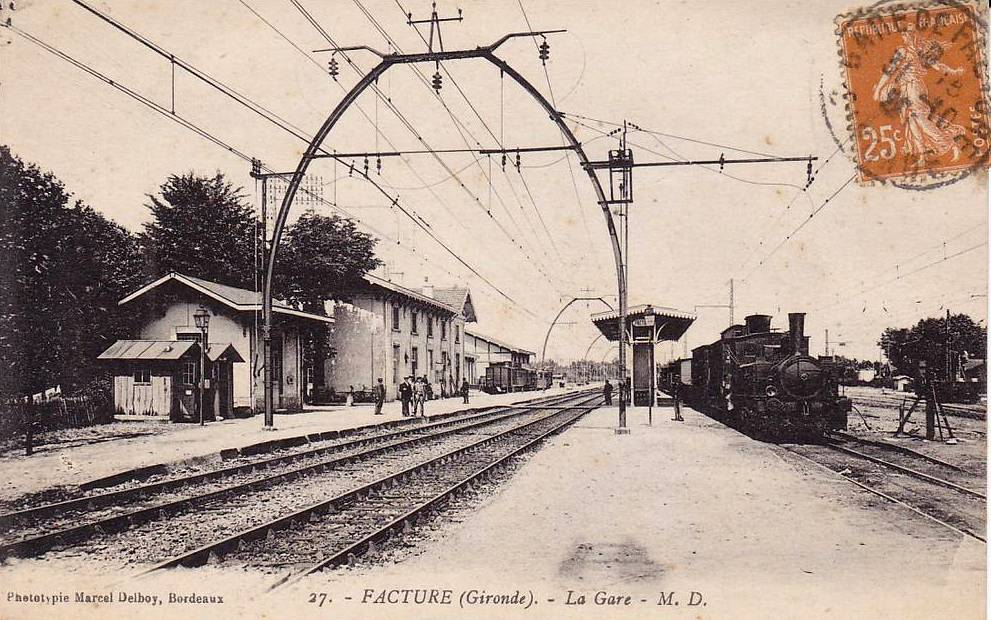
Un train en gare de Facture
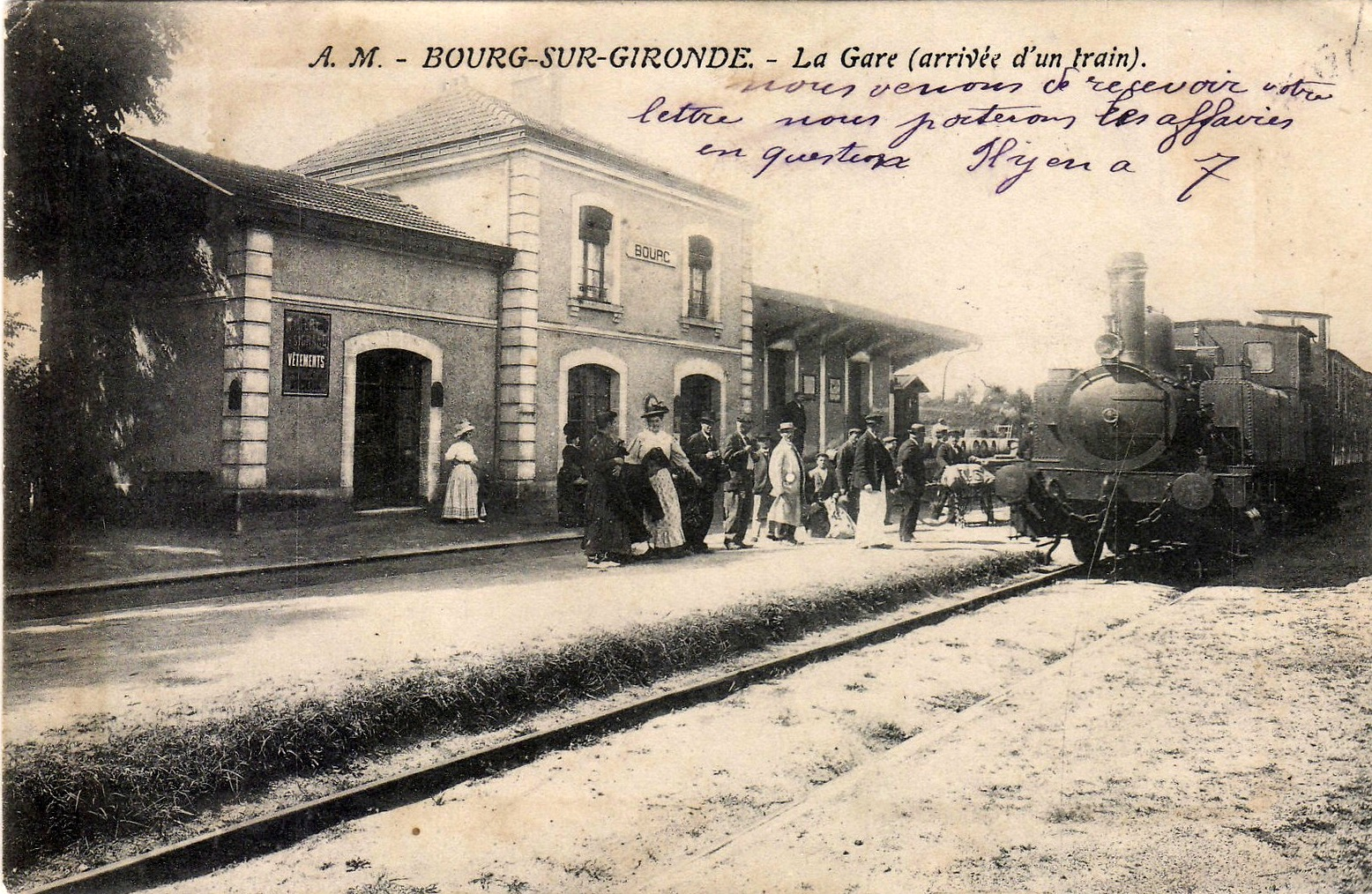
Un train en gare de Bourg.
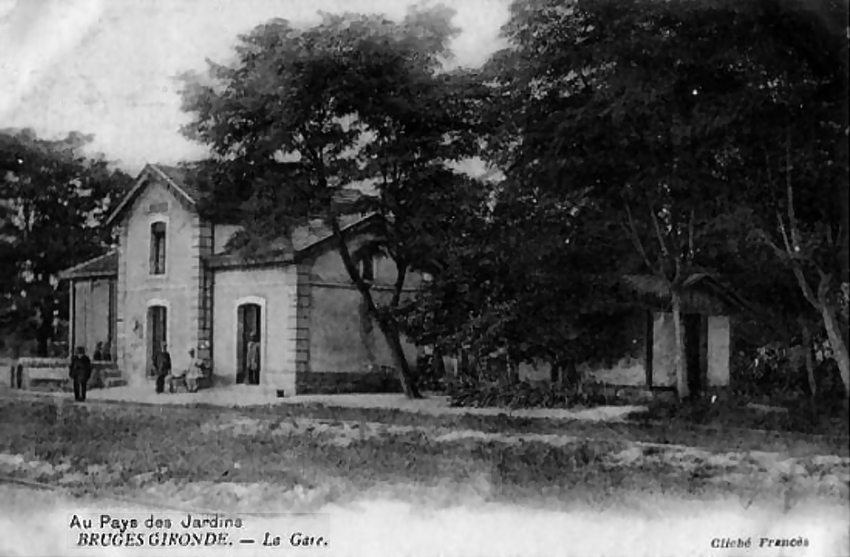
La gare de Bruges avec un bâtiment typique de la SE.
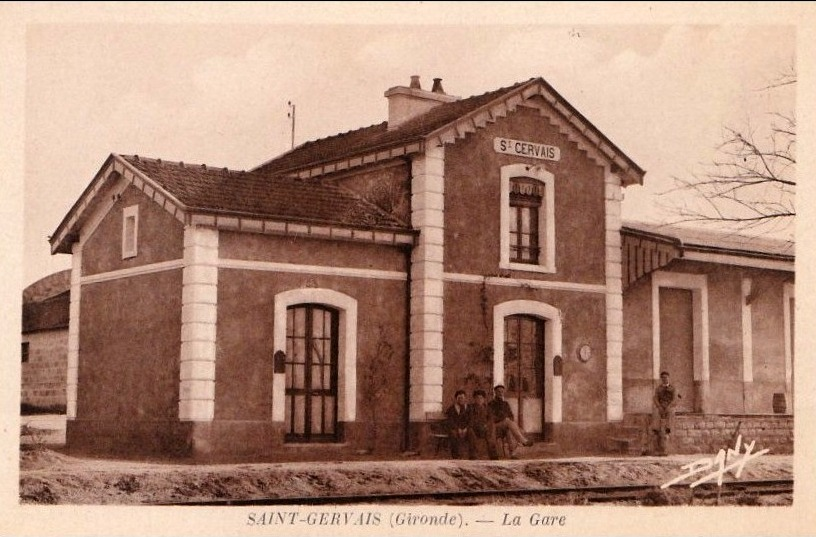
Gare de Saint-Gervais.
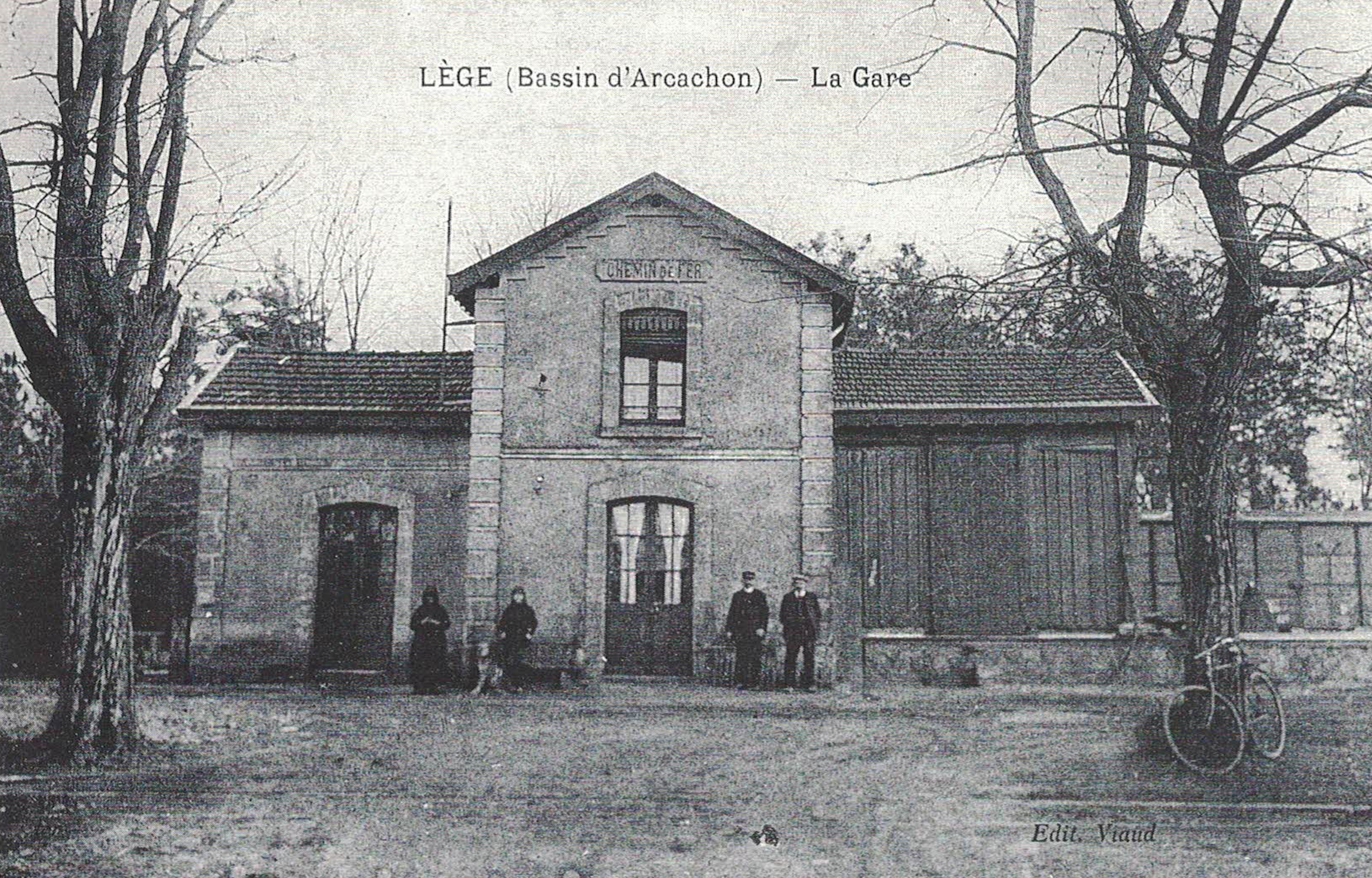
Gare de Lège.
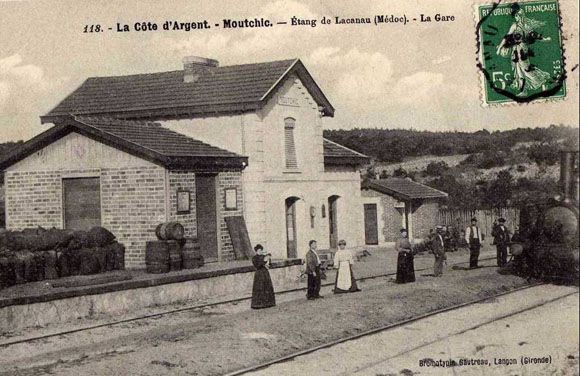
Gare du Moutchic.
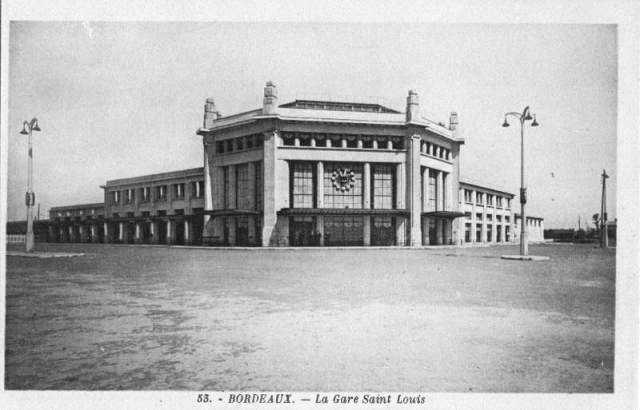
Gare de Bordeaux Saint-Louis.

### Gares de jonction
- Gare de Biganos-Facture avec la Compagnie des chemins de fer du Midi
- Gare de Beautiran avec la Compagnie des chemins de fer du Midi
- Gare de Saint-André-de-Cubzac avec les chemins de fer de l'État
- Gare de Bruges, avec la  Compagnie du chemin de fer du Médoc
- Gare de Lesparre, avec la Compagnie du chemin de fer du Médoc
- Gare de Bordeaux Saint-Louis  avec le Midi, les tramways de Bordeaux et la Compagnie du chemin de fer du Médoc
- Gare de  Saint-Ciers-sur-Gironde avec  les Chemins de fer économiques des Charentes

## Exploitation

### Locomotives à vapeur
N° 2901, type 120t, livrée par Fives-Lille en 1867, acquise en 1903 auprès des chemins de fer du Nord;
N° 2902 à 2905, type 120t, livrées par Fives-Lille en 1875, acquises en 1903 auprès des chemins de fer du Nord;
N° 3001 à 3016, type 030t, livrées par la  SACM à Belfort en 1884-85 (n°3445 à 3460),
N° 3017 à 3019, type 030t, livrées par Graffenstaden en 1872 (n°698,2801,3366) au chemin de fer Nizan Saint-Symphorien et acquises en 1887.
N° 3020 à 3023, type 030t, livrées par la  SACM à Belfort en 1890 (n°4211 à 4214),
N° 3025 et 3026, type 030t, livrées par la  SACM à Graffenstaden en 1925 (n°7095 et 7096),
N° 3027, type 030t, livrée par la  SACM à Grafenstaden en 1927 (n°7450),
N° 3041 à 3043, type 030T, construite par Corpet-Louvet en 1898, acquises en 1900 auprès du tramway de Bordeaux à Camarsac.
N° 3051, type 030T construite par Schneider, acquise en 1921
N° 3052, type 030t, construite par Cail, acquise en 1921
N° 3053, type 030t, construite par la Métallurgique à Tubize en 1872 (n°151) et acquise en 1923 auprès des chemins de fer de l’État ex-30 923.
N° 3054, type 030t, construite par la Métallurgique à Tubize en 1872 (n°191) et acquise en 1923 auprès des chemins de fer de l’État ex 30-925.

### Voitures
Voitures à voyageurs

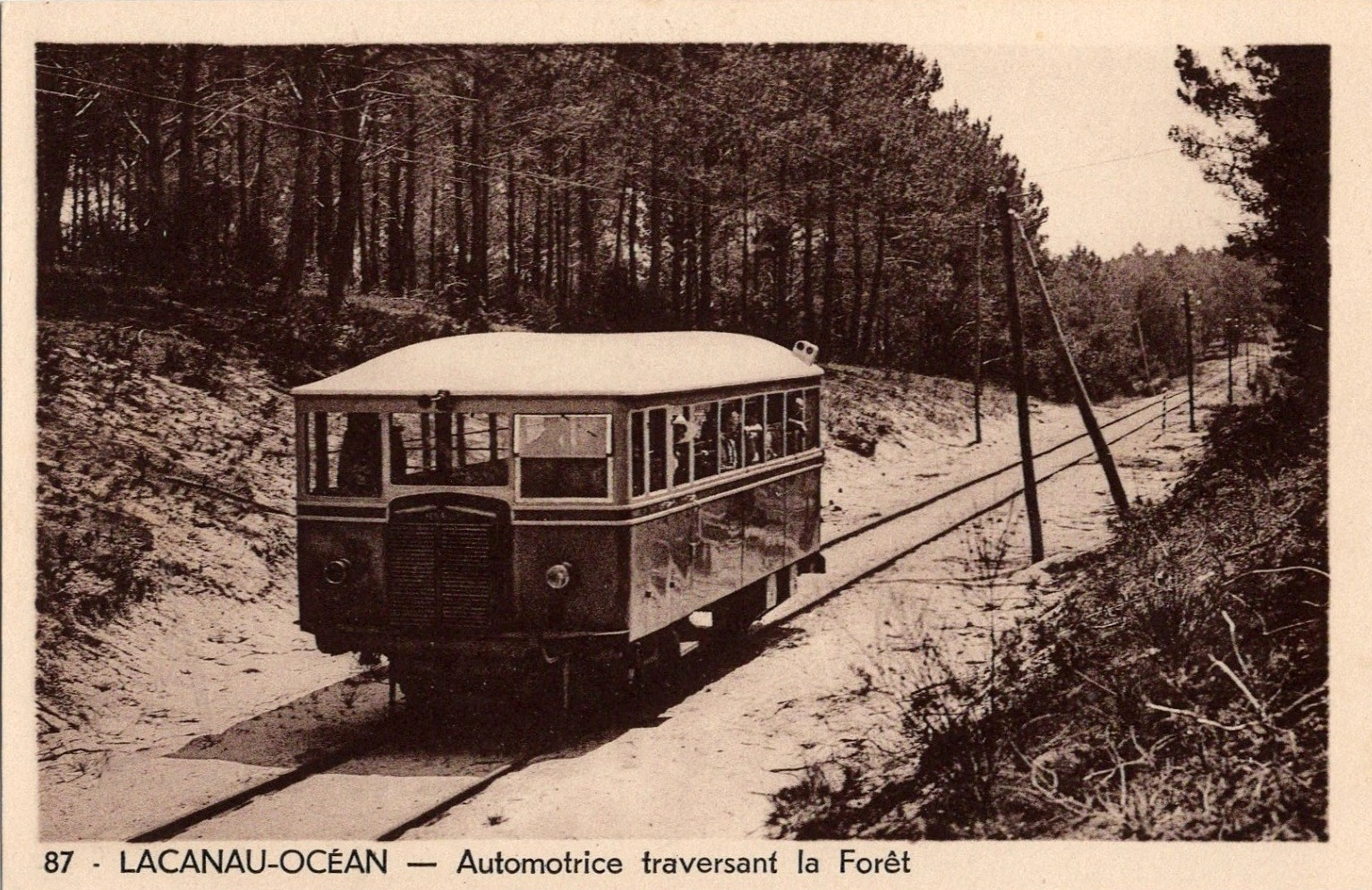
Autorail type TE livré par Renault, dans la forêt de Lacanau.

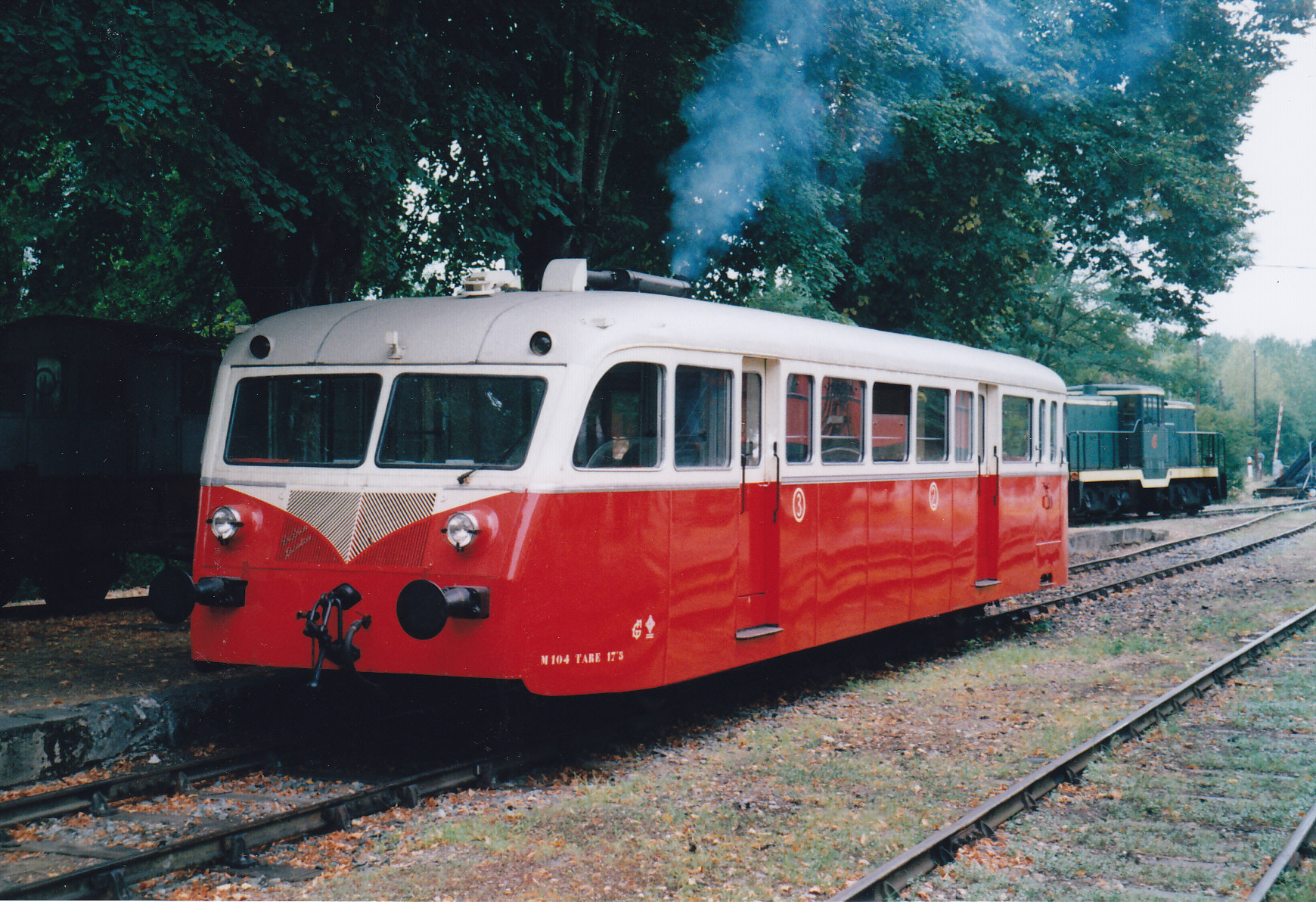
Autorail De Dion du type M, ayant circulé sur le réseau.

- voitures de 1re et 2e classe à portières latérales à 2 essieux, 6 unités
- voitures de 1re 2e et 3e classe à portières latérales à 2 essieux, 12 unités
- voitures de 3e classe à portières latérales à 2 essieux, 26 unités

Wagons de marchandises
- fourgons à bagages, série DF 800 à 2 essieux, 14 unités
- wagons couverts, série K 1000 et Kf 1500 à 2 essieux, 96 unités
- wagons tombereaux, série U 2000 et Uf 2500 à 2 essieux, 190 unités
- wagons plats à 2 essieux, série H 3000 et Hf 3500 , 164 unités
- wagons plats à traverse mobile à 2 essieux, 34 unités

Wagons spéciaux
- 2 wagons grues

### Autorails
- M1 à M4, type TE, livrés en 1931 par Renault[8]
- M5 et M6, type MY, livrés en 1934 par De Dion-Bouton
- M7 et M8, type MY livrés en 1935 par De Dion-Bouton
- M9 et M10, type MY2, livrés en 1935 par De Dion-Bouton
- M11, type PC, livré en 1940 par De Dion-Bouton, équipé à l'origine d'un gazogène[8]
- M12, type MY2, livré en 1952 par De Dion-Bouton

Remorque pour autorail
- R1 type NP, livrée en 1935 par De Dion-Bouton

Matériel acquis en seconde main
- M21 à M30, ex-Renault TE État, no 23 921 à 23 930, réceptionnés en 1939[8]

### Locomotives diésel
- 4028 à 4037, type BB diesel électriques, de fabrication Général-Electric sur le site de Schenectady N.Y,  Type GE 75 ton, livrées entre 1947 et 1948 par l'US Transportation Corps (ID USTC; 7228 à 7237, N° de construction G.E : 27528 à 27537), construites entre mars et avril 1944.
- D 1, Type B,  livrée en 1957 par Valermi, 30t, moteur Willème de 180 CV, transmission électrique

## Vestiges

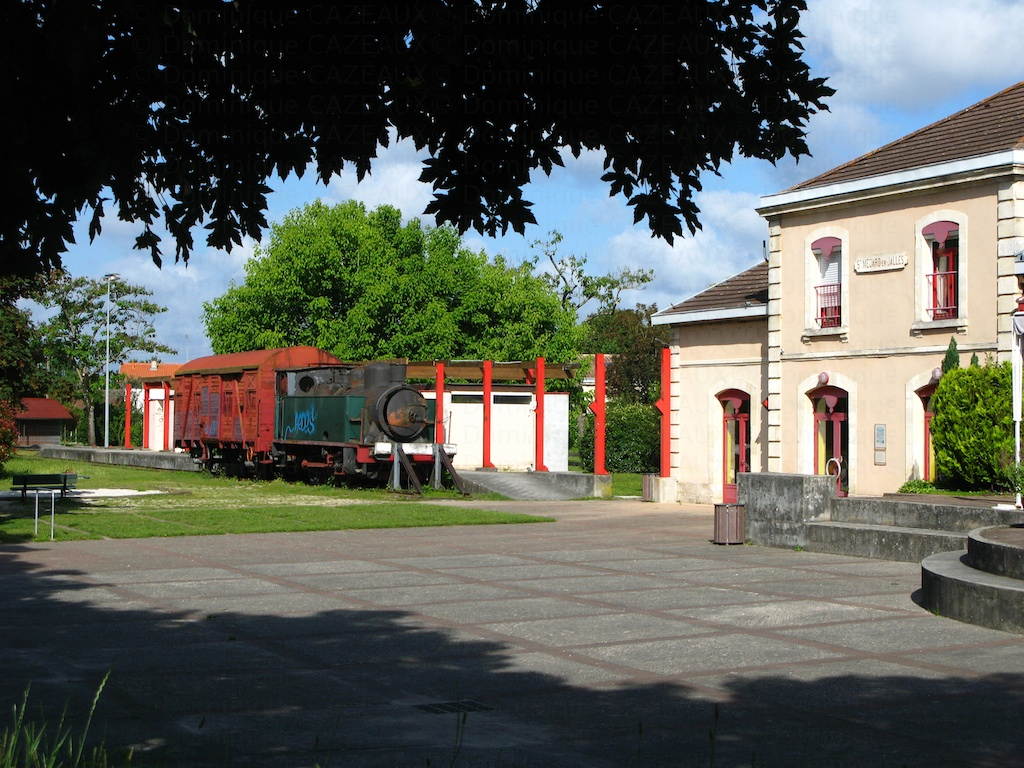
Locomotive monument avant ancienne gare de Saint-Médard-en-Jalles.
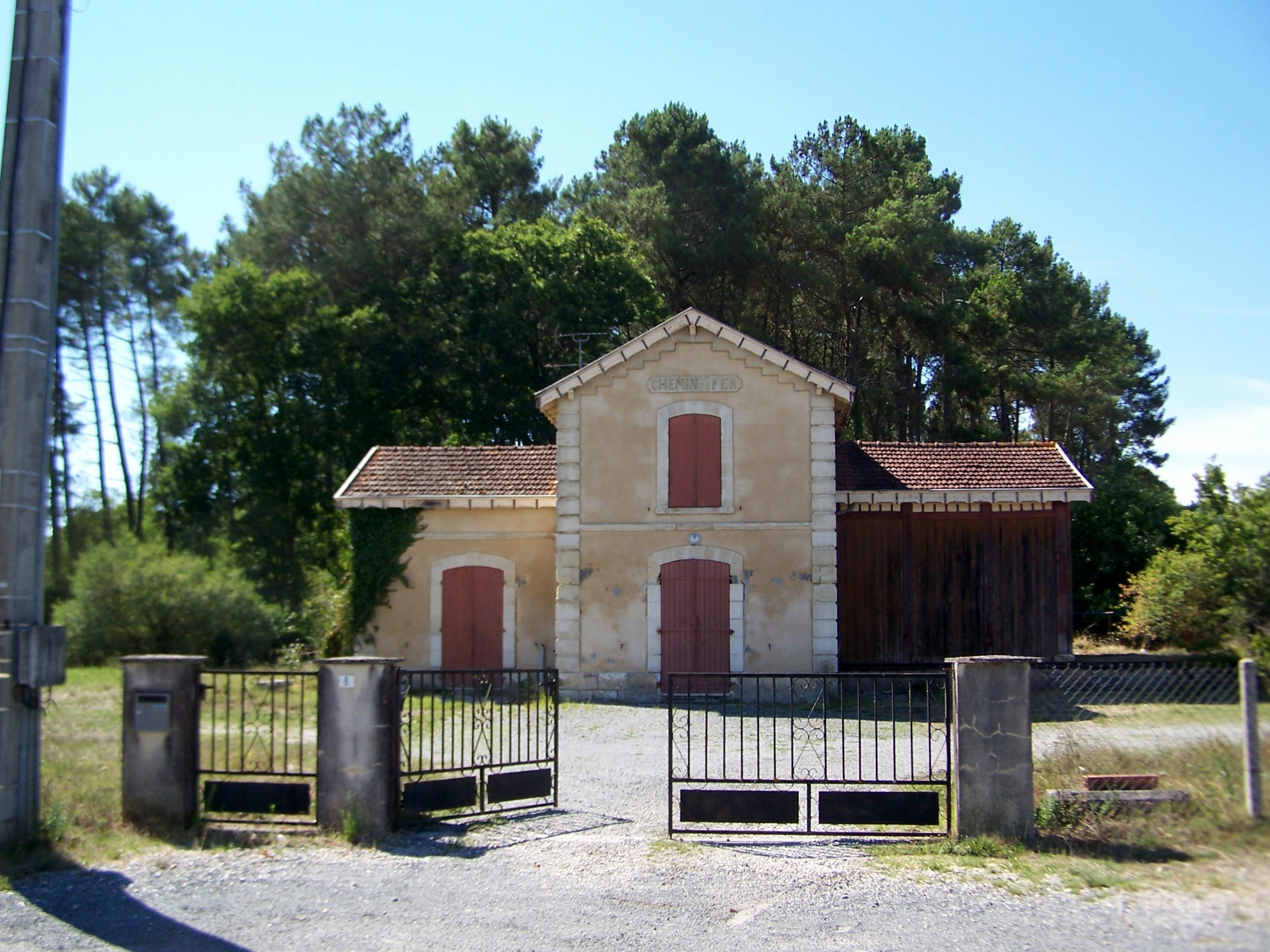
Ancienne gare de Cabanac-et-Villagrains.
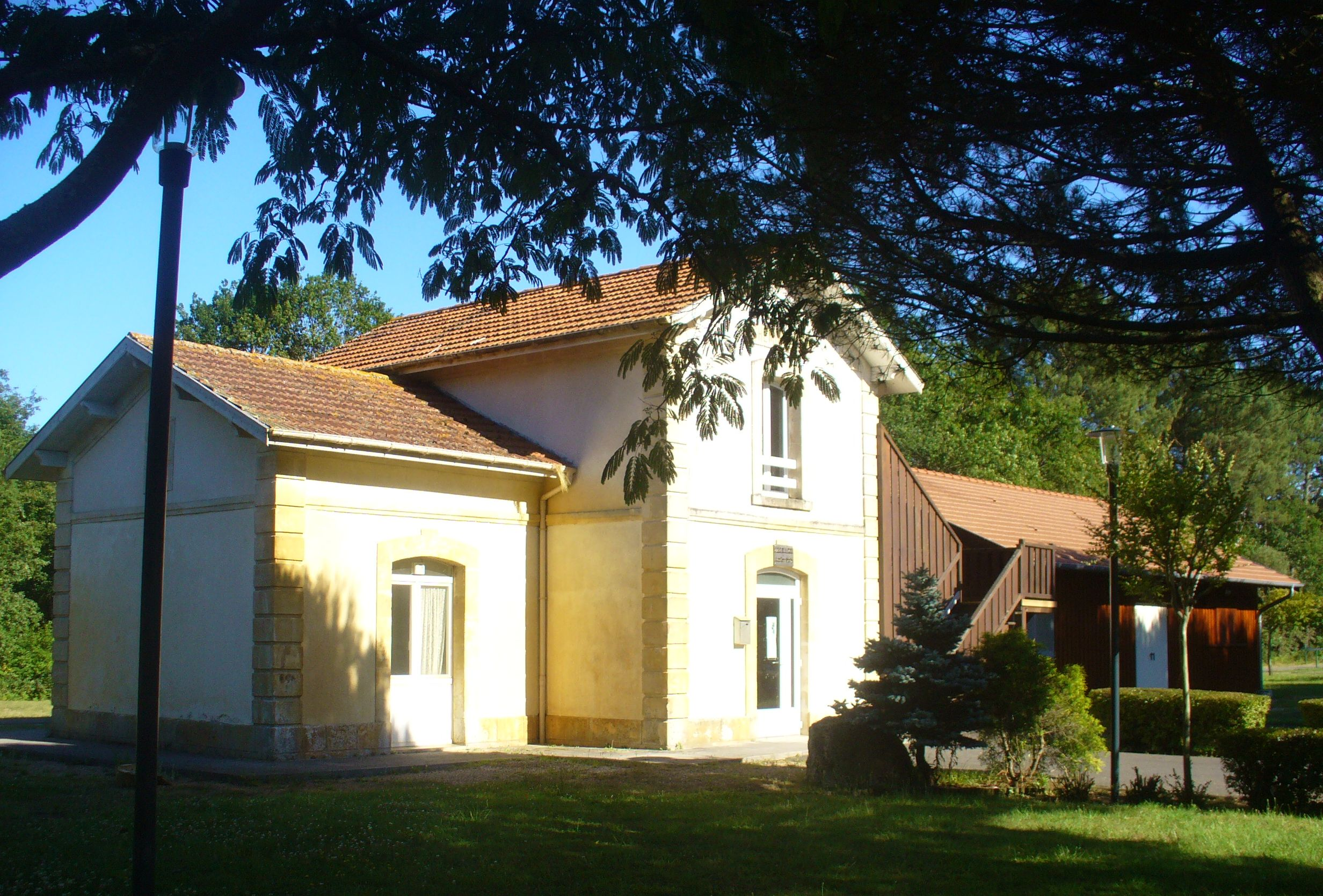
Ancienne gare de Lège.
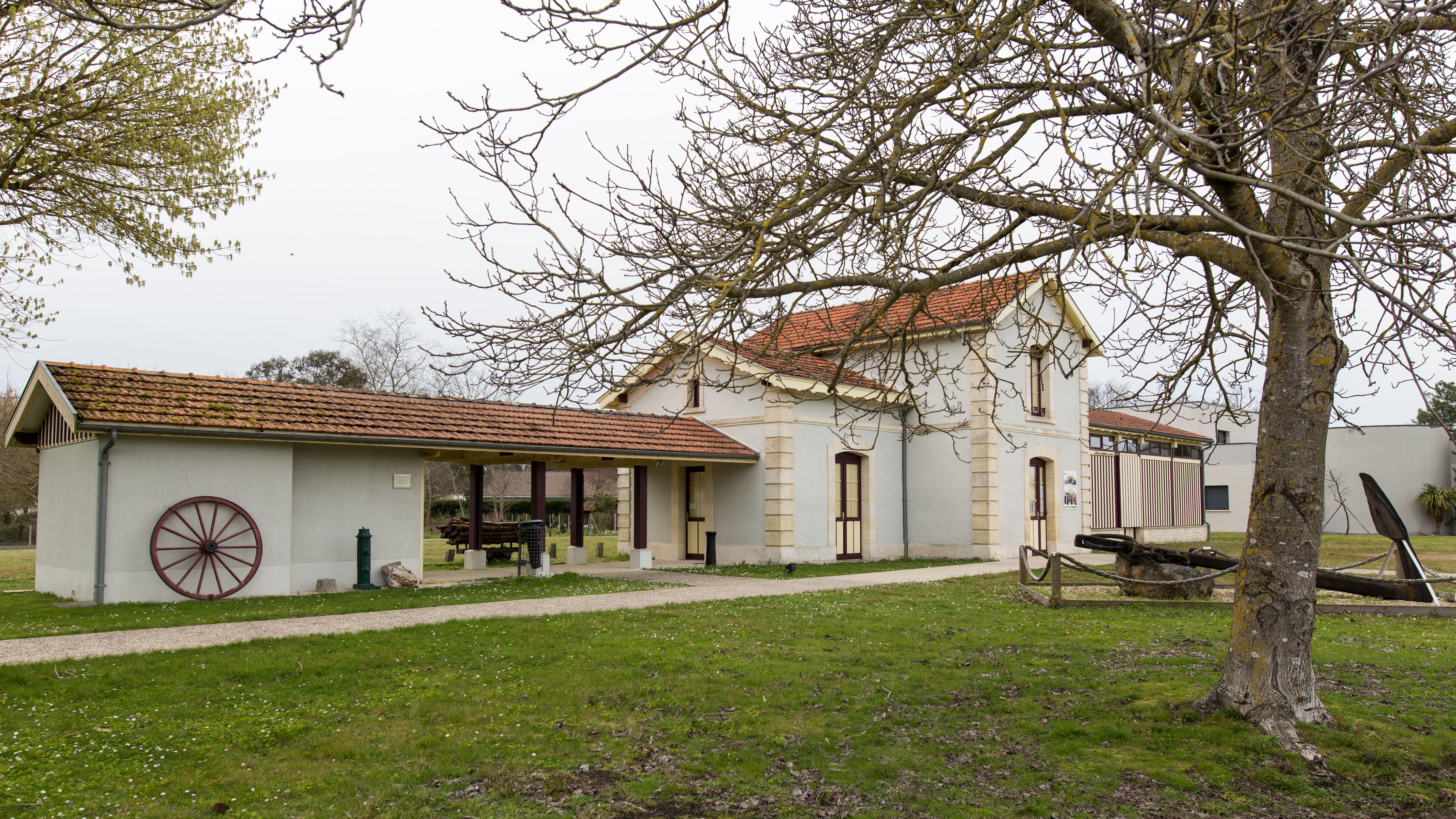
Ancienne gare de Hourtin.
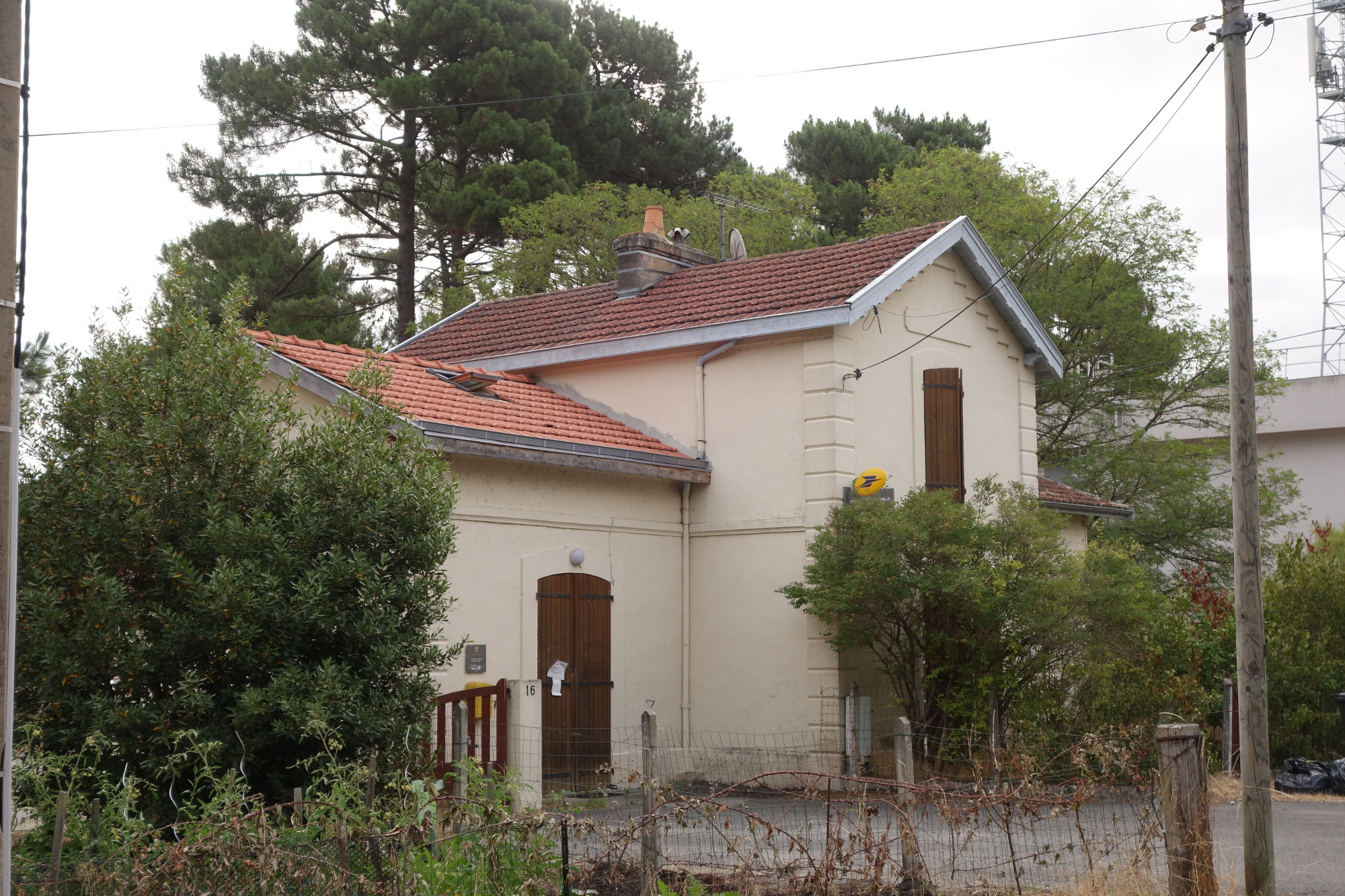
Gare du Moutchic.
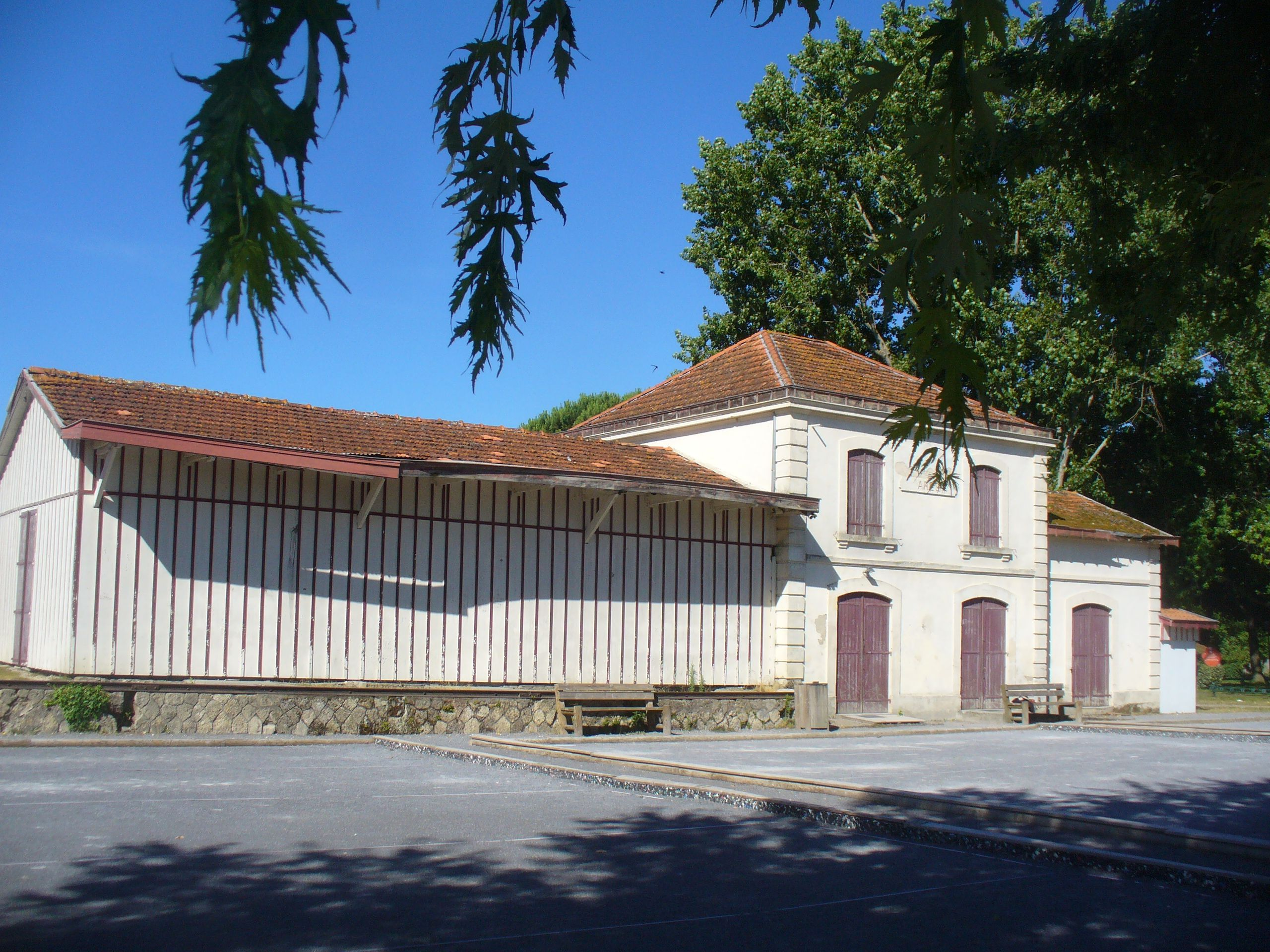
La gare d'Arès.
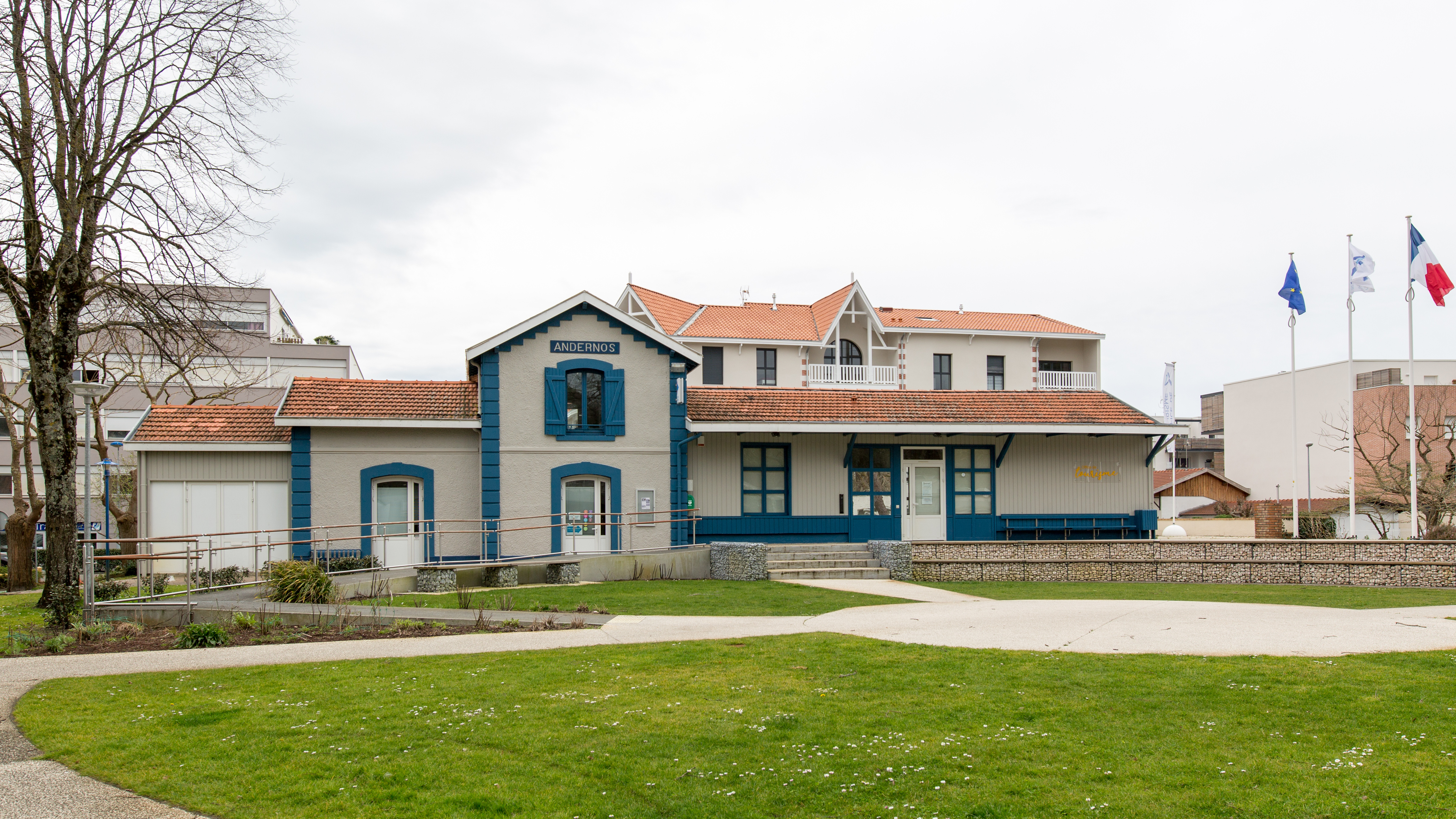
Gare d'Andernos.

Il subsiste aujourd'hui la plateforme et de nombreuses gares restaurées par les communes ou transformées en habitation.